# Zdzisław Starzyński

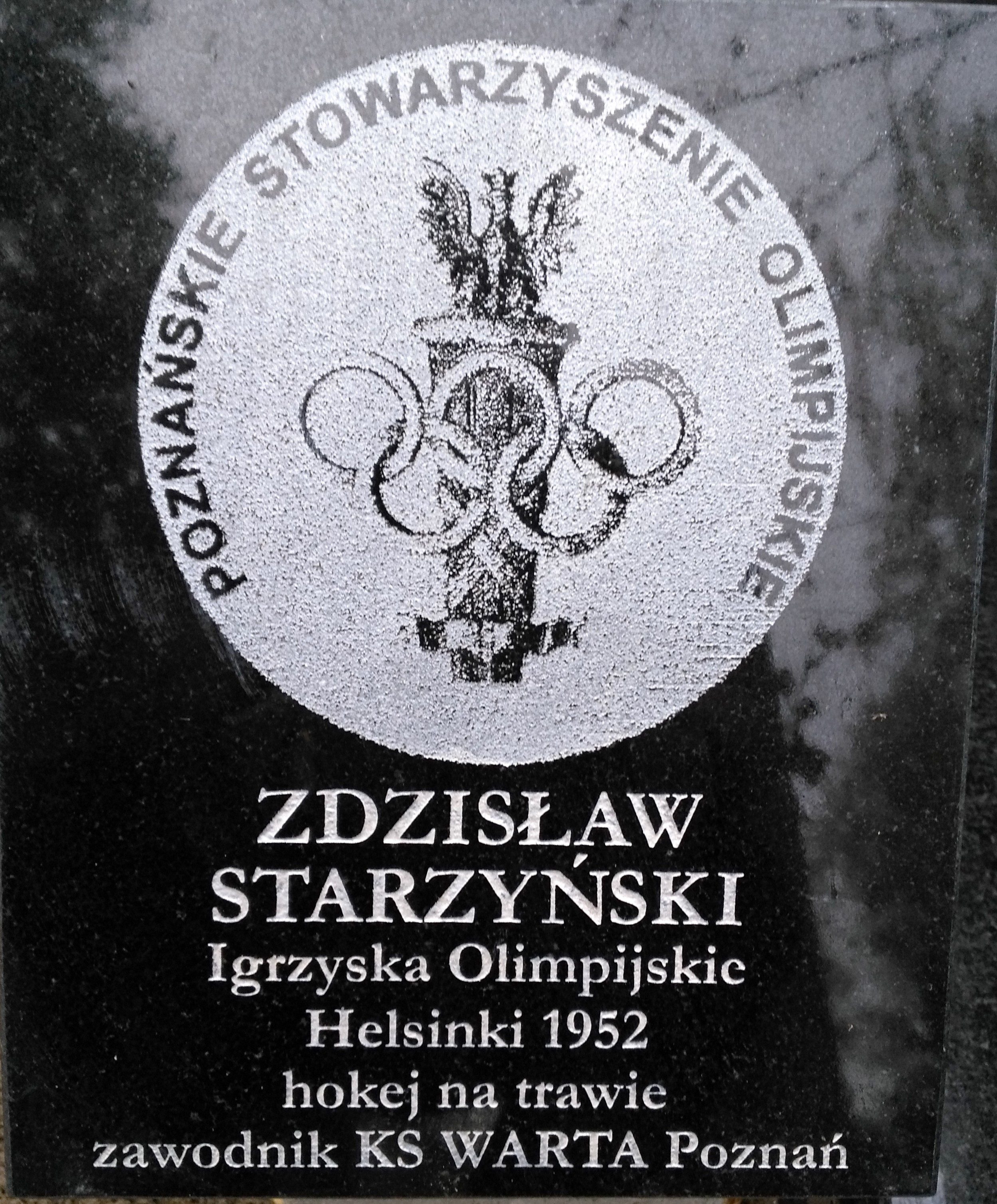
Pamiątkowa tabliczka przy grobie Zdzisława Starzyńskiego na cmentarzu Miłostowo w Poznaniu

Zdzisław Starzyński (ur. 14 sierpnia 1932 w Poznaniu, zm. 30 stycznia 2003 tamże) – polski hokeista na trawie, olimpijczyk z Helsinek 1952.
Rozegrał 18 spotkań w reprezentacji Polski. Na igrzyskach olimpijskich w 1952 roku wraz z kolegami zajął 6 miejsce.